# Сариньяна, Химена
Химена Сариньяна (исп. Ximena Sariñana; р. 1985, Гвадалахара, Мексика) — мексиканская автор-исполнитель и актриса.

## Биография
Родилась в семье продюсера Фернандо Сариньяны и автора сценариев Каролины Ривера, сестры актрисы Анхелики Ривера. С детства занималась музыкой.
Снималась в телесериалах: Luz Clarita, María Isabel, Gotita de amor, в кинофильмах: Todo el poder, Amar te duele, «Строптивая девчонка» и других.
Дебютный музыкальный альбом Mediocre в 2009 году номинирован на Грэмми в категории «Лучший латинский рок/альтернативный альбом», песня «Normal» из альбома в 2008 году получила номинацию на Латинской Грэмми в категории: «Лучшая песня в жанре альтернативного рока». Альбом получил статус платинового в Мексике. В 2009 году её песня «Frente al Mar» как бонус-трек включена в альбом The Twilight Saga: New Moon: Original Motion Picture Soundtrack саундтреков фильма «Сумерки. Сага. Новолуние». В 2011 году вышел второй альбом Ximena Sariñana, который журналом «Spin» назван в числе лучших альбомов года.

## Дискография
- Mediocre (Warner Bros. Records, 2008)
- Ximena Sariñana (Warner Bros. Records, 2011)